# Pak Yong-sik
Pak Yong-sik (nacido en 1950) es un oficial militar y político norcoreano, que se desempeñó como Ministro de las Fuerzas Armadas del Pueblo de Corea del Norte entre 2015 y 2018. Fue el sexto ministro de defensa nombrado por Kim Jong-un. Es miembro de la comisión militar central del Partido del Trabajo de Corea.

## Carrera
Fue nombrado subdirector del Departamento Político del Ejército Popular de Corea antes de enero de 2015, habiendo servido previamente como funcionario del Ministerio de Seguridad Popular. Fue promovido a general en abril de 2015, y poco después asumió el cargo de ministro de las Fuerzas Armadas del Pueblo después de que su predecesor, Hyon Yong-chol, fuera ejecutado por insubordinación. Su promoción se reveló públicamente el 11 de julio, aunque se desconoce la fecha exacta de su nombramiento.
En junio de 2018, se anunció que había sido removido del cargo aproximadamente una semana antes de la cumbre entre Corea del Norte y Estados Unidos, y fue reemplazado en el puesto por No Kwang-chol, el primer viceministro del ministerio. Previamente había asistido a la cumbre intercoreana de 2018.